# برومبورو
latitudeبرومبوروlongitudeبرومبورو
برومبورو (به انگلیسی: Bromborough) یک منطقهٔ مسکونی در انگلستان است که در شمال غربی انگلستان واقع شده‌است.

## خصوصیات
برومبورو ۱۲٬۶۳۰ نفر جمعیت دارد.